# اس
اّس (بالإنجليزية: A'as)‏ إله الحكمة في ديانة الحثيين، ويرى بعض الباحثين ان اسمه ماخوذ من بلاد ما بين النهرين أو انه نحت على غرار أيا إلكترونيك آرتس أو إنكي إنكي في الديانة السومرية.